# Айзенхарт, Тейлор
Тейлор Айзенхарт (англ. Taylor Eisenhart; род. 14 июня 1994 в Американ-Форке, штат Юта, США) — американский профессиональный шоссейный велогонщик, выступающий за проконтинентальную команду «Hincapie–Leomo p/b BMC».

## Достижения
2013
1-й  Молодёжная классификация Тур Тюрингии
2014
1-й  Чемпионат США U23 в индивид. гонке
2016
1-й Этап 1 (КГ) Джиро делла валле д'Аоста
2017
1-й  Редлендс Классик
1-й Этап 2
3-й Тур Гилы